# Ophthalmolepis
 Ophthalmolepis  es un género de peces de la familia de los Labridae y del orden de los Perciformes.

## Especies
De acuerdo con FishBase:
- Ophthalmolepis lineolata  (Valenciennes en Cuvier y Valenciennes, 1839)